# Parepidosis strigillata
Parepidosis strigillata är en tvåvingeart som beskrevs av Fedotova 2004. Parepidosis strigillata ingår i släktet Parepidosis och familjen gallmyggor. Inga underarter finns listade i Catalogue of Life.